# 我愛你 (香草冰歌曲)
我愛你是由美國饒舌歌手香草冰創作的饒舌歌曲。發行後於1990年登上《告示牌》百强单曲榜的第52位。在英國音樂榜、德國和新西蘭上分別登上第45、65和30位。與香草冰慣常的風格不同，〈我愛你〉是一首民謠，於1991年情人節發行。該歌曲的MV由麥可·貝執導。